# Соре (муніципалітет)
Соре (дан. Sorø) — муніципалітет у регіоні Зеландія королівства Данія. Площа — 308.4 квадратних кілометрів. Адміністративний центр муніципалітету — місто Соре.

## Населення
У 2012 році населення муніципалітету становило 29 393 особи.